# 六日町バイパス

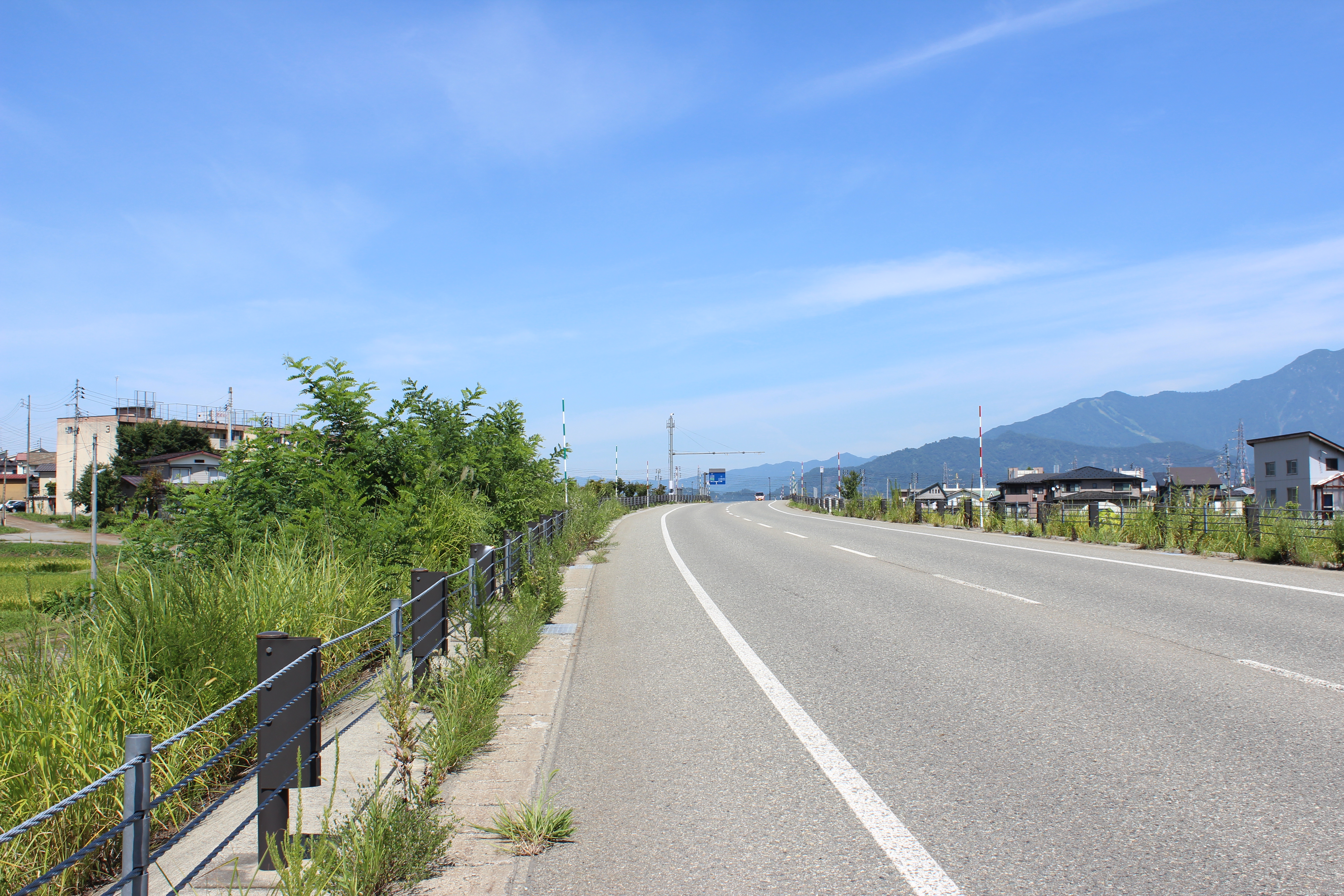
南魚沼市余川付近

六日町バイパス（むいかまちバイパス）は、新潟県南魚沼市の六日町市街を迂回する、全長5.1 km（キロメートル）の国道17号バイパスである。また、上越魚沼地域振興快速道路への接続道路という機能も有する。

## 概要
国道17号は東京 - 新潟の幹線道路であるが、現道は六日町市街地では旅客速度が低下し、また冬季においては積雪のため交通障害が発生している。このため、交通障害解消などを目的とし、当バイパスが計画された。
2021年現在は南魚沼市余川地先・小栗山地先の2.5 kmが開通している。

### 路線データ
六日町バイパスのパンフレットデータに基づく起終点などは次のとおり。
- 起点 - 新潟県南魚沼市竹俣
- 終点 - 新潟県南魚沼市庄之又
- 全長：5.1 km
- 規格 - 第3種第1級
- 道路幅員 - 11.0 m（暫定時）
- 車線幅員 - 3.5 m
- 車線数 - 暫定2車線（完成4車線）
- 設計速度 - 80 km/h

## 歴史
- 1993年度（平成5年度） - 都市計画決定[1]。
- 1994年度（平成6年度） - 事業化[1]。
- 1998年度（平成10年度） - 用地買収に着手[1]。
- 2000年度（平成12年度） - 着工[1]。
- 2007年（平成19年）11月23日 - 南魚沼市余川地先の市道駅裏小栗山線 - 県道74号十日町六日町線間の延長0.6 kmが開通[1]。
- 2009年（平成21年）8月24日 - 南魚沼市小栗山地先の県道478号平石西ノ裏線 - 同市市道駅裏小栗山線間の延長0.7 kmが開通[1]。
- 2010年（平成22年）2月10日 - 2010年度（平成22年度）予算配分方針（個所付け）道路事業で凍結候補。
- 2015年（平成27年）10月31日 - 南魚沼市小栗山地区の市道野際病院線 - 県道478号平石西ノ浦線間の延長0.4 kmが開通[注釈 1][1][2][3]。
- 2021年（令和3年）9月30日 - 南魚沼市余川地区の県道74号十日町六日町線 - 国道253号間の延長0.8 kmが開通[4][5][6]。

## 地理

### 通過する自治体
- 新潟県
  - 南魚沼市

### 交差する道路
| 交差する道路                                          | 交差する場所   |
| ----------------------------------------------------- | -------------- |
| 国道17号（東京・高崎方面）                            |                |
| 国道17号（予定・現道）                                | －             |
| 県道365号仲田塩沢線（予定）                           | －             |
| 県道478号平石西ノ裏線                                 |                |
| 県道74号十日町六日町線                                |                |
| 国道253号八箇峠道路（予定・上越魚沼地域振興快速道路） | 余川IC（仮称） |
| 国道253号（現道）                                     |                |
| 国道17号（予定・現道）                                | 庄之又         |
| 国道17号（新潟・長岡方面）                            |                |

### 接続するバイパスの位置関係
（高崎・東京方面）一次改築区間（南魚沼市六日町） - 現道 - 六日町バイパス - 現道 - 一次改築区間（南魚沼市庄之又） - 五日町バイパス（長岡・新潟方面）